# Troy (Montana)
Troy is een plaats (city) in de Amerikaanse staat Montana, en valt bestuurlijk gezien onder Lincoln County.

## Demografie
Bij de volkstelling in 2000 werd het aantal inwoners vastgesteld op 957.
In 2006 is het aantal inwoners door het United States Census Bureau geschat op 994, een stijging van 37 (3,9%).

## Geografie
Volgens het United States Census Bureau beslaat de plaats een oppervlakte van
2,0 km², geheel bestaande uit land. Troy ligt op ongeveer 162 m boven zeeniveau.

## Plaatsen in de nabije omgeving
De onderstaande figuur toont nabijgelegen plaatsen in een straal van 40 km rond Troy.